# Tomàs Magistre
Tomàs Magistre (en llatí Thomas Magister, en grec Θωμᾶς), va ser un retòric i gramàtic romà d'Orient que va florir cap a l'any 1310. Era nadiu probablement de Tessalònica.
Va viure a la cort d'Andrònic II Paleòleg on va exercir els oficis de magister officiorum i director dels arxius (chartophylax). després es va retirar a un monestir on va agafar el nom de Teodídul i es va dedicar a l'estudi dels antics autors grecs.
La seva principal obra era un Lexicó de paraules àtiques (κατὰ Ἀλφάβητον ὀνομάτων Ἀττικῶν Ἐκλογαί compilada sobre les obres dels vells gramàtics com Frínic, Ammoni, Herodià i Meris. Encara que té moltes cites interessants d'obres perdudes, està feta amb poc judici i conté nombrosos errors. Altres obres seves són cartes i discursos, fets a imitació dels oradors antics, en part encomis a personatges de la seva època, com per exemple un sobre Gregori de Nazianz.
També escrigué scholia (comentaris) sobre Èsquil, Sòfocles, Eurípides; les scholia sobre Píndar, que li havien estat atribuïdes, ara s'assignen a Demetri Triclini.
També són coneguts els seus discursos i lletres, una part de les quals consisteix en declamacions sobre temes sofístics i l'altra part sobre temes històrics contemporanis, com per exemple:
- (Temàtica sofística): Discussió sobre quina oració fúnebre s'havia de pronunciar abans, si la de Cynegirus o la de Cal·límac (dos soldats atenencs morts en la batalla de Marató)
- Una discussió sobre quines són les obligacions dels rei sobre els seus súbdits
- Una defensa del general romà d'Orient Candrè adreçada a l'emperador
- Una denúncia sobre les atrocitats de la Companyia Catalana d'Orient a Tessàlia i Macedònia[1]
- Una congratulació a Teodor Metocites
- Un panegíric sobre el rei de Xipre

Podria ser el mateix Tomàs conegut per Tomàs Epigramàtic o potser l'anomenat Tomàs Patrici.